# Wadi Shisah
El Wadi Shisah  es un pequeño valle o río seco, con caudal efímero o intermitente, que fluye casi exclusivamente durante la temporada de lluvias, perteneciente a la cuenca hidrográfica del Wadi Bih, (subcuenca del Wadi Shah), al noreste de los Emiratos Árabes Unidos, en el Emirato de Ras al Jaima. 
Es el último de los afluentes por la derecha del Wadi Shah, y se forma por los barrancos y torrenteras que descienden de la vertiente noreste del Jabal Hawari (655 m)  y aledaños.

## Recorrido

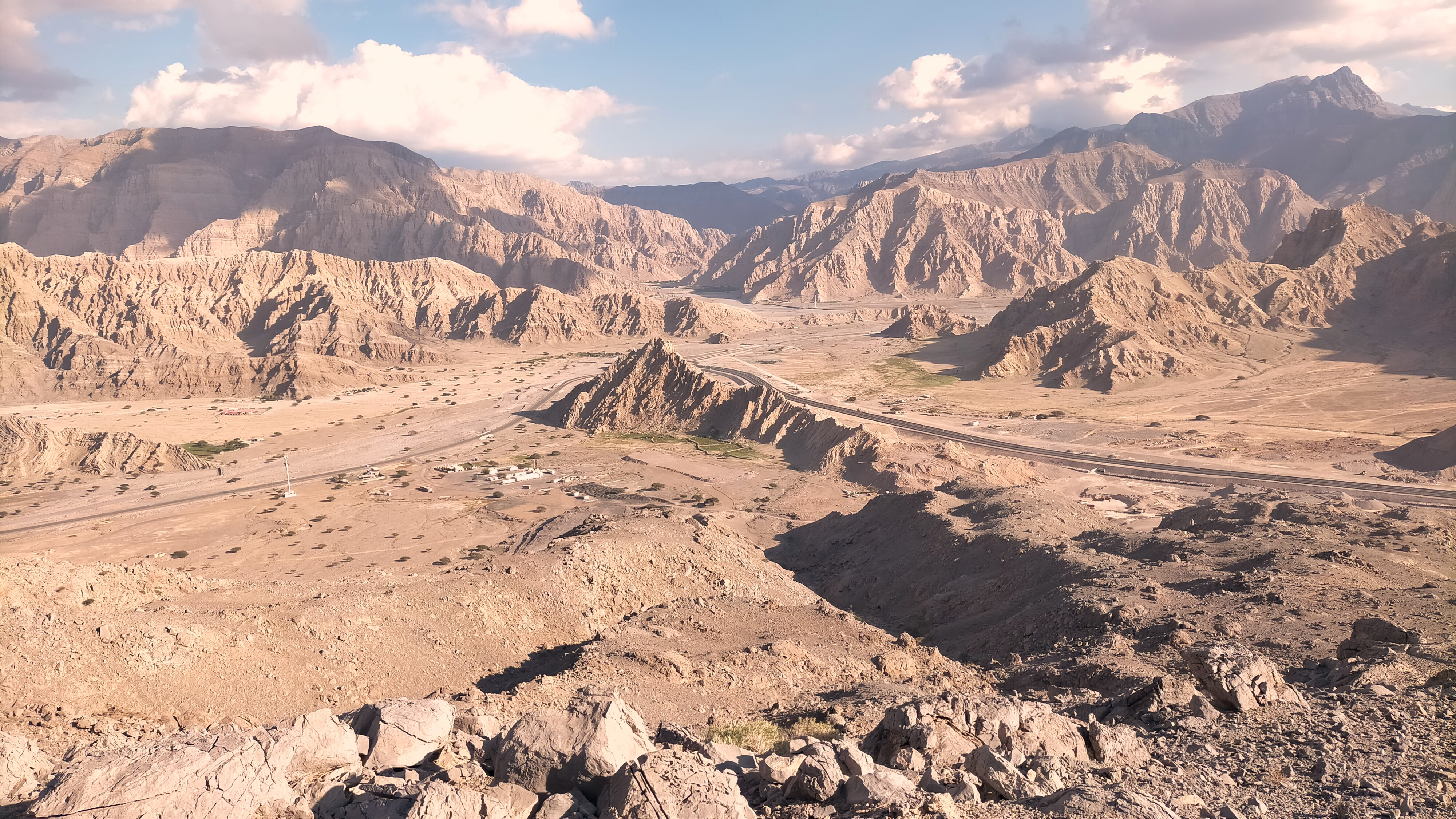
Vista de Wadi Shisah, afluente del Wadi Shah, Ras al Khaimah, Emiratos Árabes Unidos (EAU)

El corto recorrido del Wadi Shisah discurre inicialmente de sur a norte, repartido en dos barrancos principales que convergen en el valle, al sur de la nueva carretera que une la zona alta de Jebel Jais con la Autopista E 611 - Emirates Road, girando después hacia el este, para desembocar en el Wadi Shah, tras cruzar la vieja carretera Jais Road a través de un paso subterráneo.
Por su corta trayectoria y escasa entidad de las montañas circundantes, que aportan escaso caudal al cauce del wadi, el Shisah nunca fue en realidad un wadi relevante, a pesar de encontrarse en una estratégica encrucijada de caminos: proximidad del Wadi Bih; frontera con el Sultanato de Omán; rutas de acceso al Wadi Shah y al Wadi Haqil / Wadi Haqeel; y proximidad de la ciudad de Ras al Khaimah, en la costa del Golfo Pérsico.
Pero es que además, para mayor infortunio, en los últimos años, su cauce ha sufrido un enorme deterioro a consecuencia de las obras de construcción de las nuevas carreteras, y la intensa explotación de varias canteras para la extracción de rocas, piedras y áridos, con su correspondiente vertido de desechos y utilización de maquinaria y vehículos pesados, con un considerable impacto ambiental, por lo que del primitivo wadi va quedando cada vez menos: apenas su nombre, un cartel en la carretera, algunas referencias históricas, su recuerdo y poco más.

## Toponimia
Nombres alternativos: Wadi Shisa, Wadi Shisah, Wādī Shīşah.
Los nombres del Wadi Shisah, Wadi Shah, Wadi Haqil, Jabal Hawari y Wadi Bih / Wadi Al Beeh quedaron registrados en la documentación y mapas elaborados entre 1950 y 1960 por el arabista, cartógrafo, militar y diplomático británico Julian F. Walker, durante los trabajos efectuados para el establecimiento de fronteras entre los entonces denominados Estados de la Tregua, completados posteriormente por el Ministerio de Defensa del Reino Unido, en mapas a escala 1:100.000 publicados en 1971.

## Población
El área geográfica del Wadi Shisah, al igual que la zona correspondiente al Wadi Sal y al Wadi Haqil, estuvo poblada históricamente por la pequeña tribu seminómada Bani Shumayli (Bani Shimaili) , que tenía su principal núcleo de población en la aldea de Shimal y en el área del Wadi Haqil.